# SD Huesca
SD Huesca is een Spaanse voetbalclub uit Huesca, Aragón. Thuisstadion is het Estadio El Alcoraz, dat plaats biedt aan 8.000 personen. In mei 2021 degradeerde de club naar de Segunda División A.

## Geschiedenis
De club is opgericht in 1910 onder de naam Huesca CF door FC Barcelona-fans, waardoor de clubkleuren hetzelfde zijn als die van de kampioen van Spanje. De club speelde van 1950 tot 1953 in de Segunda División. In 1953 eindigde Huesca CF op de vijftiende plaats en degradeerde daardoor naar de Segunda División B. In deze divisie zou de club in de loop der jaren veertien seizoenen spelen. De overige jaargangen speelde het in lagere divisies. Op 29 maart 1960 veranderde de clubnaam in het huidige Sociedad Deportiva Huesca. In 2006 was SD Huesca verliezend finalist in de Copa Federación de España. UD Puertollano was over twee wedstrijden te sterk.
In 2008 promoveerde SD Huesca naar de Segunda División A en in 2018 naar de Primera División, onder leiding van trainer-coach Joan Francesc Ferrer, kortweg Rubi genaamd. Een 2-0 overwinning op CD Lugo was genoeg voor rechtstreekse promotie naar de hoogste divisie. Een historisch succes voor de Spaanse club, die in het seizoen 2017/18 werkte met de laagste begroting van de 22 clubs in de tweede divisie. Na slechts een seizoen degradeerde de club op 4 mei 2019 weer terug naar de Segunda División A. In de zomer van 2020 keerde de club terug op het hoogste niveau, door in juli 2020 beslag te leggen op de titel.  Deze terugkeer zou ook deze keer maar één seizoen duren, want een achttiende plaats in de eindrangschikking was net niet genoeg om het behoud ter verzekeren.

## Erelijst
- Segunda División A: 2018, 2020
- Segunda División B: 2015
- Tercera División: 1967, 1968, 1985, 1990, 1993, 1994

## Eindklasseringen
- 1961 1e
1e regionaal
- 1962 11e
Tercera División
- 1963 2e
Tercera División
- 1964 4e
Tercera División
- 1965 2e
Tercera División
- 1966 3e
Tercera División
- 1967 1e
Tercera División
- 1968 1e
Tercera División
- 1969 9e
Tercera División
- 1970 5e
Tercera División
- 1971 13e
Tercera División
- 1972 12e
Tercera División
- 1973 13e
Tercera División
- 1974 1e
1e regionaal
- 1975 16e
Tercera División
- 1976 2e
Tercera División
- 1977 8e
Tercera División
- 1978 12e
Segunda División B
- 1979 13e
Segunda División B
- 1980 14e
Segunda División B
- 1981 17e
Segunda División B
- 1982 16e
Segunda División B
- 1983 12e
Segunda División B
- 1984 19e
Segunda División B
- 1985 1e
Tercera División
- 1986 2e
Tercera División
- 1987 7e
Tercera División
- 1988 7e
Tercera División
- 1989 4e
Tercera División
- 1990 1e
Tercera División
- 1991 13e
Segunda División B
- 1992 18e
Segunda División B
- 1993 1e
Tercera División
- 1994 1e
Tercera División
- 1995 2e
Tercera División
- 1996 15e
Segunda División B
- 1997 16e
Segunda División B
- 1998 17e
Tercera División
- 1999 5e
Tercera División
- 2000 2e
Tercera División
- 2001 4e
Tercera División
- 2002 19e
Segunda División B
- 2003 2e
Tercera División
- 2004 4e
Tercera División
- 2005 10e
Segunda División B
- 2006 16e
Segunda División B
- 2007 2e
Segunda División B
- 2008 2e
Segunda División B
- 2009 11e
Segunda División
- 2010 13e
Segunda División
- 2011 14e
Segunda División
- 2012 13e
Segunda División
- 2013 21e
Segunda División
- 2014 7e
Segunda División B
- 2015 1e
Segunda División B
- 2016 12e
Segunda División
- 2017 6e
Segunda División
- 2018 1e
Segunda División
- 2019 19e
Primera División
- 2020 1e
Segunda División
- 2021 18e
Primera División
- 2022 13e
Segunda División
- 2023 15e
Segunda División
- 2024 17e
Segunda División
- 2025 8e
Segunda División

- Primera División
- Segunda División
- Segunda División B
- Tercera División
- 1e regionaal

## Bekende spelers
- Francisco Buyo
- Juanjo Camacho
- Andrés Fernández
- Nacho Novo
- Lluís Sastre
- Sergio Gómez Martín

Albacete Balompié ·
UD Almería .
Burgos CF ·
Cádiz CF .
FC Cartagena ·
CD Castellón .
Córdoba CF .
Deportivo La Coruña ·
SD Eibar · 
Elche CF · 
Eldense ·
Racing de Ferrol ·
Sporting de Gijón ·
Granada CF .
SD Huesca ·
Levante UD ·
Málaga CF .
CD Mirandés ·
Real Oviedo ·
Racing de Santander ·
CD Tenerife ·
Real Zaragoza